# Lamao
'Lamao' é uma barangay da município de Limay, Bataan, na ilha de Luzon, Filipinas.

## Bairros
Lamao é dividido 14 bairros:
- Aburido
- Arsenal
- Ayam
- BPI
- Sitio do Carbon
- Sitio do Crusher
- Esperanza (Montanhas Lamao)
- Lamao Poblacion
- Manggahan
- Pag-Asa
- Petron Village
- PEX
- Sitio Policarpio
- San José